# Vincitori del palio di Legnano e della provaccia
Di seguito l'elenco dei vincitori del palio di Legnano e della provaccia.

## Albi d'oro

### Albo d'oro del palio di Legnano
| Anno | Contrada       | Fantino                              | Cavallo           | Note |
| --- | -------------- | ------------------------------------ | ----------------- | --- |
| 1935 | San Domenico   | Vittorio Ciapparelli                 | Lugano            | - |
| 1936 | Legnarello     | Vittorio Ciapparelli                 | Lugano            | - |
| 1937 | Sant'Erasmo    | Antonio Braca detto Cucciolo         | Miki              | - |
| 1938 | La Flora       | Antonio Braca detto Cucciolo         | Miki              | - |
| 1939 | Sant'Erasmo    | Antonio Braca detto Cucciolo         | Miki              | - |
| Il palio non è stato disputato dal 1940 al 1951 a causa delle vicende belliche legate alla seconda guerra mondiale                                |                |                                      |                   | |
| 1952 | Legnarello     | Angelo Lorenzetti                    | Muccia            | - |
| 1953 | Legnarello     | Angelo Lorenzetti                    | Noia              | - |
| 1954 | Legnarello     | Angelo Lorenzetti                    | Muccia            | - |
| L'edizione del 1955 è stata sospesa e non assegnata per una partenza contestata                                                                   |                |                                      |                   | |
| 1956 | San Bernardino | Rosario Pecoraro detto Tristezza     | Incantatella      | - |
| 1957 | San Martino    | Sirio Pessuti detto Morino V         | Scapricciatella   | - |
| 1958 | Sant'Erasmo    | Donato Tamburelli detto Rondone      | Shim              | - |
| 1959 | San Bernardino | Dino Pieraccini detto Bubbolino      | Ultipat           | - |
| 1960 | La Flora       | Francesco Zoni                       | Argea             | - |
| 1961 | San Bernardino | Dino Pieraccini detto Bubbolino      | Atomica           | - |
| 1962 | Sant'Ambrogio  | Giorgio Terni detto Vittorino        | La Gigolette      | - |
| 1963 | San Magno      | Giorgio Garzonio                     | Domazzo (Fulmine) | - |
| 1964 | Sant'Erasmo    | Bruno Blanco detto Parti e Vai       | Frestola          | - |
| 1965 | Legnarello     | Maurizio Franchini detto Maurizio    | Tigri             | - |
| 1966 | Legnarello     | Maurizio Franchini detto Maurizio    | Tigri             | - |
| 1967 | San Martino    | Bernardino Brusciotti detto Comodino | Belfast           | - |
| 1968 | Sant'Ambrogio  | Umberto Simonazzi detto Ettore       | Capriccio         | - |
| 1969 | Sant'Erasmo    | Francesco Cuttone detto Mezz'etto    | Pasquetta         | - |
| 1970 | Sant'Erasmo    | Francesco Cuttone detto Mezz'etto    | Pasquetta         | - |
| 1971 | San Magno      | Costantino Giuggia detto Morino IV   | Tom Jones         | A partire da questa edizione è stato abolito l'uso della sella. |
| 1972 | San Domenico   | Rinaldo Spiga detto Spingarda        | Dominga           | - |
| 1973 | San Magno      | Vincenzo Foglia detto Frasca         | Pou Pouch         | - |
| 1974 | Sant'Erasmo    | Andrea Degortes detto Aceto          | Pou Pouch         | - |
| 1975 | Sant'Erasmo    | Vincenzo Foglia detto Frasca         | Lucianella        | - |
| 1976 | Sant'Erasmo    | Vincenzo Foglia detto Frasca         | Lucianella        | - |
| 1976 | San Magno      | Pasquale Beretta                     | Utrillo           | Palio straordinario organizzato per commemorare l'ottavo centenario della battaglia di Legnano. È stato corso all'Arena Civica di Milano.                                               |
| Il palio del 1977, vinto da Sant'Erasmo, non è stato assegnato a causa dei diverbi avvenuti tra i fantini di San Bernardino, San Magno e La Flora |                |                                      |                   | |
| 1978 | San Bernardino | Leonardo Viti detto Canapino         | Faberina          | Sant'Erasmo non ha partecipato a questa edizione della corsa ippica per protesta contro la mancata assegnazione del palio del 1977.                                                     |
| 1979 | San Magno      | Bruno Blanco detto Parti e Vai       | Peccatrice        | Vittoria condivisa con Salvatore Ladu (Cianchino). In questa occasione la finale del palio è stata corsa due volte. Nella seconda finale Blanco ha sostituito Cianchino per infortunio. |
| 1980 | San Bernardino | Leonardo Viti detto Canapino         | Valsandro         | - |
| 1980 | San Martino    | Luigi Croci detto Il Noce            | Peccatrice        | Palio straordinario organizzato per celebrare il 25º anniversario della fondazione del collegio dei capitani e delle contrade.                                                          |
| 1981 | San Domenico   | Mario Cottone detto Truciolo         | Hirish Karabas    | Finale corsa due volte, causa arrivo in parità. |
| 1982 | San Bernardino | Leonardo Viti detto Canapino         | Valsandro         | - |
| 1983 | Legnarello     | Massimo Alessandri detto Bazzino     | Raggio di Sole    | - |
| 1984 | San Domenico   | Mario Cottone detto Truciolo         | Master Fullness   | Corsa rimandata di una settimana per maltempo. |
| 1985 | San Bernardino | Leonardo Viti detto Canapino         | Sir Brunetto      | - |
| 1986 | Sant'Ambrogio  | Antonello Casula detto Moretto       | Sarazar           | - |
| 1987 | San Magno      | Giuseppe Pes detto Il Pesse          | Alpha Shariba     | - |
| 1988 | Sant'Ambrogio  | Luca Semenzato detto Cecchetti       | Sarazar           | - |
| 1989 | Legnarello     | Salvatore Ladu detto Cianchino       | Veronica Gambara  | - |
| 1990 | San Magno      | Maurizio Farnetani detto Bucefalo    | Phantasm          | - |
| 1991 | Legnarello     | Tonino Cossu detto Cittino II        | Pitheos           | - |
| 1992 | San Martino    | Salvatore Ladu detto Cianchino       | Mattia            | - |
| 1993 | San Magno      | Maurizio Farnetani detto Bucefalo    | Phantasm          | - |
| 1994 | Sant'Erasmo    | Martin Ballesteros detto Pampero     | Slavi             | - |
| 1995 | San Bernardino | Antonello Casula detto Moretto       | Tulipan           | - |
| 1996 | San Domenico   | Luigi Bruschelli detto Trecciolino   | Vittorio          | - |
| 1997 | La Flora       | Sebastiano Deledda detto Legno       | Blue Baker        | - |
| 1998 | Sant'Erasmo    | Martin Ballesteros detto Pampero     | Noble Nord        | - |
| 1999 | San Magno      | Martin Ballesteros detto Pampero     | Noble Nord        | - |
| 2000 | San Magno      | Maurizio Farnetani detto Bucefalo    | Ombra (Amalin)    | - |
| 2001 | San Magno      | Maurizio Farnetani detto Bucefalo    | Guazza            | - |
| 2002 | Sant'Erasmo    | Giuseppe Pes detto Il Pesse          | Pierino           | - |
| 2003 | San Martino    | Massimo Coghe detto Massimino II     | Millennium Bug    | - |
| 2004 | Sant'Ambrogio  | Dino Pes detto Velluto               | Soldato           | - |
| 2005 | La Flora       | Valter Pusceddu detto Bighino        | Calendimaggio     | - |
| 2005 | San Magno      | Marco Pagliai                        | Signorina Snob    | Palio d'onore: palio straordinario organizzato per celebrare il 50º anniversario della fondazione del collegio dei capitani e delle contrade.                                           |
| L'edizione 2006 è stata sospesa e non assegnata per invasione di pista dei contradaioli di San Domenico                                           |                |                                      |                   | |
| 2007 | San Bernardino | Giuseppe Zedde detto Gingillo        | Domizia           | - |
| 2008 | La Flora       | Valter Pusceddu detto Bighino        | Yanti             | - |
| 2009 | La Flora       | Silvano Mulas detto Voglia           | Zanzuela          | Per la prima volta la corsa ippica si è svolta sulla sabbia. |
| 2010 | La Flora       | Antonio Siri detto Amsicora          | Abbashan          | - |
| 2011 | San Magno      | Giovanni Atzeni detto Tittìa         | Aberrant          | - |
| 2012 | Sant'Ambrogio  | Silvano Mulas detto Voglia           | Deo Volente       | - |
| 2013 | San Domenico   | Dino Pes detto Velluto               | Guglielmino       | - |
| 2014 | Sant'Erasmo    | Giuseppe Zedde detto Gingillo        | Lecca Lecca       | - |
| 2015 | Legnarello     | Giovanni Atzeni detto Tittìa         | Guerriero         | - |
| 2016 | San Martino    | Andrea Mari detto Brio               | Totò              | - |
| 2017 | Legnarello     | Giovanni Atzeni detto Tittìa         | Bam Bam           | - |
| 2018 | La Flora       | Gavino Sanna                         | Escobar           | - |
| 2019 | San Domenico   | Antonio Siri detto Amsicora          | Odi et Amo        | - |
| L'edizione del 2020 non è stata disputata a causa della pandemia di COVID-19                                                                      |                |                                      |                   | |
| 2021 | La Flora       | Giosuè Carboni detto Carburo         | Escobar           | - |
| 2022 | San Magno      | Valter Pusceddu detto Bighino        | Star              | - |
| 2023 | Legnarello     | Antonio Siri detto Amsicora          | Woody Woodpecker  | - |
| 2024 | Legnarello     | Antonio Siri detto Amsicora          | Woody Woodpecker  | - |
| 2025 | Sant'Ambrogio  | Giuseppe Zedde detto Gingillo        | Aristoteles       | - |

### Albo d'oro della provaccia
La "provaccia" si svolge alla sera del venerdì che precede il palio. È una gara che viene disputata con lo stesso regolamento del palio, a cui partecipano dei fantini emergenti. La provaccia, che è dedicata a Luigi Favari, già presidente del comitato organizzatore del palio, venne introdotta nel 1985 sulla scorta dell'entusiasmo scaturito dall'organizzazione dell'edizione straordinaria del palio del 1980, ovvero quella predisposta per celebrare il 25º anniversario della fondazione del collegio dei capitani e delle contrade. Se una contrada vince, nello stesso anno, sia il palio che la provaccia, si dice che ha "fatto cappotto".
| Anno                                                                             | Contrada       | Fantino                           | Cavallo          | Note |
| -------------------------------------------------------------------------------- | -------------- | --------------------------------- | ---------------- | ---- |
| 1985                                                                             | San Magno      | Maurizio Farnetani detto Bucefalo | Miss Letizia     | -    |
| 1986                                                                             | Sant'Ambrogio  | Marco Melis detto Smeriglio       | Folgore          | -    |
| 1987                                                                             | San Domenico   | Guido Barbin                      | Criab            | -    |
| L'edizione 1988 non è stata assegnata per sospensione della corsa causa maltempo |                |                                   |                  |      |
| 1989                                                                             | Sant'Ambrogio  | Franco Giulio                     | Meteorit         | -    |
| 1990                                                                             | La Flora       | Franco Giulio                     | Queen Evan       | -    |
| 1991                                                                             | San Bernardino | Luca Lombardi detto Schizzo       | Pachito          | -    |
| 1992                                                                             | Sant'Ambrogio  | Roberto Ferrari detto Robertino   | Meteorit         | -    |
| 1993                                                                             | Sant'Ambrogio  | Roberto Ferrari detto Robertino   | Slavi            | -    |
| 1994                                                                             | Sant'Ambrogio  | Canio Abruzzese detto Sem         | Tarbiera         | -    |
| 1995                                                                             | Sant'Erasmo    | Antonello Marongiu                | Guin Sandra      | -    |
| 1996                                                                             | Sant'Ambrogio  | Antonio Migheli                   | Tassilli         | -    |
| 1997                                                                             | San Martino    | Tiziano Raffero                   | Ortica Bianca    | -    |
| 1998                                                                             | Sant'Ambrogio  | Antonio Migheli                   | Tassilli         | -    |
| 1999                                                                             | Sant'Ambrogio  | Marco Giusti detto Palloncino     | Noble Nord       | -    |
| 2000                                                                             | San Magno      | Francesco Giani detto Nocino      | Esterino         | -    |
| 2001                                                                             | Sant'Ambrogio  | G. Carlo Bergamaschi              | Nocis Love       | -    |
| L'edizione 2002 non è stata assegnata per sospensione della corsa                |                |                                   |                  |      |
| 2003                                                                             | La Flora       | Giovanni Atzeni detto Tittia      | Sintassi         | -    |
| 2004                                                                             | La Flora       | Virginio Zedde detto Lo Zedde     | Avvocatessa      | -    |
| 2005                                                                             | San Magno      | Marco Pagliai                     | Signorina Snob   | -    |
| 2006                                                                             | Legnarello     | Massimo Donatini detto Stoppa     | Kipketer         | -    |
| 2007                                                                             | San Martino    | Antonio Siri detto Amsicora       | Pallina          | -    |
| 2008                                                                             | Sant'Ambrogio  | Simone Mereu detto Deciso         | Iceberg          | -    |
| 2009                                                                             | San Magno      | Andrea Farris                     | Decio Meridio    | -    |
| 2010                                                                             | San Magno      | Andrea Farris                     | Aradia           | -    |
| 2011                                                                             | La Flora       | Alessio Corda                     | Las Vegas        | -    |
| 2012                                                                             | Legnarello     | Simone Mereu detto Deciso         | George           | -    |
| 2013                                                                             | San Martino    | Andrea Farris                     | Mago Blu         | -    |
| 2014                                                                             | Sant'Erasmo    | Carlo Sanna                       | Tsunami          | -    |
| 2015                                                                             | Legnarello     | Elias Mannucci                    | Bam Bam          | -    |
| 2016                                                                             | Sant'Erasmo    | Andrea Farris                     | Faggiana Atomica | -    |
| 2017                                                                             | Legnarello     | Alessandro Cersosimo              | Tony             | -    |
| 2018                                                                             | San Magno      | Marco Bitti                       | Shane Falco      | -    |
| 2019                                                                             | Sant'Ambrogio  | Federico Guglielmi                | Argentina        | -    |
| L'edizione del 2020 non è stata disputata a causa della pandemia di COVID-19     |                |                                   |                  |      |
| 2021                                                                             | Sant'Ambrogio  | Federico Guglielmi                | Ares Elce        | -    |
| 2022                                                                             | Legnarello     | Michel Putzu                      | Zeniossu         | -    |
| 2023                                                                             | Sant'Erasmo    | Andrea Sanna                      | Ambra da Clodia  | -    |
| 2024                                                                             | Sant'Ambrogio  | Antonio Mula                      | Last Minute      | -    |
| 2025                                                                             | Sant'Erasmo    | Silvano Mulas detto Voglia        | Zorro            | -    |

### Albo d'oro dei "cappotti"
Nel gergo del palio di Legnano, "fare cappotto" significa che una contrada ha vinto, nello stesso anno, sia il palio che la provaccia. Qui sono elencati i cinque "cappotti" che si sono verificati durante la storia della manifestazione legnanese:
| Anno | Contrada      | Al palio                          | Al palio       | Alla provaccia               | Alla provaccia |
| Anno | Contrada      | Fantino                           | Cavallo        | Fantino                      | Cavallo        |
| ---- | ------------- | --------------------------------- | -------------- | ---------------------------- | -------------- |
| 1986 | Sant'Ambrogio | Antonello Casula detto Moretto    | Sarazar        | Marco Melis detto Smeriglio  | Folgore        |
| 2000 | San Magno     | Maurizio Farnetani detto Bucefalo | Ombra (Amalin) | Francesco Giani detto Nocino | Esterino       |
| 2014 | Sant'Erasmo   | Giuseppe Zedde detto Gingillo     | Lecca Lecca    | Carlo Sanna detto Brigante   | Tsunami        |
| 2015 | Legnarello    | Giovanni Atzeni detto Tittìa      | Guerriero      | Elias Mannucci detto Turbine | Bam Bam        |
| 2017 | Legnarello    | Giovanni Atzeni detto Tittìa      | Bam Bam        | Alessandro Cersosimo         | Tony           |

## Numero di vittorie per contrada

### Al palio
| Contrada       | Vittorie | Edizioni                                                                      |
| -------------- | -------- | ----------------------------------------------------------------------------- |
| Legnarello     | 13       | 1936, 1952, 1953, 1954, 1965, 1966, 1983, 1989, 1991, 2015, 2017, 2023 e 2024 |
| Sant'Erasmo    | 13       | 1937, 1939, 1958, 1964, 1969, 1970, 1974, 1975, 1976, 1994, 1998, 2002 e 2014 |
| San Magno      | 12       | 1963, 1971, 1973, 1979, 1987, 1990, 1993, 1999, 2000, 2001, 2011 e 2022       |
| La Flora       | 9        | 1938, 1960, 1997, 2005, 2008, 2009, 2010, 2018,2021                           |
| San Bernardino | 9        | 1956, 1959, 1961, 1978, 1980, 1982, 1985, 1995 e 2007                         |
| Sant'Ambrogio  | 7        | 1962, 1968, 1986, 1988, 2004, 2012, 2025                                      |
| San Domenico   | 7        | 1935, 1972, 1981, 1984, 1996, 2013 e 2019                                     |
| San Martino    | 5        | 1957, 1967, 1992, 2003 e 2016                                                 |

### Alla provaccia
| Contrada       | Vittorie | Edizioni                                                                      |
| -------------- | -------- | ----------------------------------------------------------------------------- |
| Sant'Ambrogio  | 13       | 1986, 1989, 1992, 1993, 1994, 1996, 1998, 1999, 2001, 2008, 2019, 2021 e 2024 |
| San Magno      | 6        | 1985, 2000, 2005, 2009, 2010 e 2018                                           |
| Sant'Erasmo    | 5        | 1995, 2014, 2016, 2023 e 2025                                                 |
| Legnarello     | 5        | 2006, 2012, 2015, 2017 e 2022                                                 |
| La Flora       | 4        | 1990, 2003, 2004 e 2011                                                       |
| San Martino    | 3        | 1997, 2007 e 2013                                                             |
| San Bernardino | 1        | 1991                                                                          |
| San Domenico   | 1        | 1987                                                                          |

### I "cappotti"
| Contrada      | N° cappotti | Edizioni    |
| ------------- | ----------- | ----------- |
| Legnarello    | 2           | 2015 e 2017 |
| Sant'Erasmo   | 1           | 2014        |
| San Magno     | 1           | 2000        |
| Sant'Ambrogio | 1           | 1986        |

## Anni di ritardo dall'ultima vittoria

### Nel palio
| Contrada                        | Ultima vittoria   | Ritardo              |
| ------------------------------- | ----------------- | -------------------- |
| Sant'Ambrogio                   | 25 maggio 2025    | 0 anni e 1 giorno    |
| Legnarello                      | 26 maggio 2024    | 1 anno e 0 giorni    |
| San Magno                       | 29 maggio 2022    | 2 anni e 362 giorni  |
| La Flora                        | 19 settembre 2021 | 3 anni e 249 giorni  |
| San Domenico                    | 2 Giugno 2019     | 5 anni e 358 giorni  |
| San Martino                     | 29 maggio 2016    | 8 anni e 362 giorni  |
| Sant'Erasmo                     | 1º giugno 2014    | 10 anni e 359 giorni |
| San Bernardino (contrada nonna) | 27 maggio 2007    | 17 anni e 364 giorni |

### Nella provaccia
| Contrada       | Ultima vittoria | Ritardo              |
| -------------- | --------------- | -------------------- |
| Sant'Erasmo    | 23 maggio 2025  | 0 anni e 3 giorni    |
| Sant'Ambrogio  | 24 maggio 2024  | 1 anno e 2 giorni    |
| Legnarello     | 27 maggio 2022  | 2 anni e 364 giorni  |
| San Magno      | 25 maggio 2018  | 7 anni e 1 giorno    |
| San Martino    | 26 maggio 2013  | 12 anni e 0 giorni   |
| La Flora       | 29 maggio 2011  | 13 anni e 362 giorni |
| San Bernardino | 26 maggio 1991  | 34 anni e 0 giorni   |
| San Domenico   | 31 maggio 1987  | 37 anni e 360 giorni |

### Esplicative
1. ↑  San Domenico e San Bernardino (Canapino II su Valsandro) arrivarono perfettamente appaiate, tanto che non si riuscì a stabilire il vincitore nemmeno al fotofinish. Si corse quindi un'ulteriore finale ridotta a queste sole due contrade, in cui vinse San Domenico.
2. ↑  La contrada di San Domenico fu multata e squalificata per l'edizione 2007.
3. ↑  Gara ippica vinta da un cavallo scosso.
4. ↑  Il palio 2014 è stato rinviato di una settimana perché il 25 maggio, ultima domenica del mese, hanno avuto luogo le elezioni europee. Cfr.  Palio, ECCO LE DATE DELLE CERIMONIE DI RITO 2014, su Palio di Legnano, 17 novembre 2013. URL consultato il 31 marzo 2024.
5. ↑  La contrada che non vince da più tempo è chiamata "nonna".

### Bibliografiche
1. 1 2 3 4 5   L'albo d'oro del Palio di Legnano, su contradalegnarello.it. URL consultato il 4 aprile 2014.
2. 1 2 3   Provaccia - Albo d'oro, su contradalegnarello.it. URL consultato il 31 maggio 2015.
3. 1 2   Annullato il Palio di Legnano 2020, i Magistrati hanno deciso, su legnanonews.com. URL consultato il 19 luglio 2020.
4. 1 2   La Provaccia, su contradalegnarello.it. URL consultato il 31 maggio 2015.
5. ↑  Autori vari, p. 318.
6. 1 2   Legnarello vince il Palio di Legnano 2017, su paliodilegnano.it. URL consultato il 29 maggio 2017.